# SN 1957D
SN 1957D – supernowa odkryta w grudniu 1957 roku w galaktyce NGC 5236 (M83). W momencie odkrycia miała maksymalną jasność 15,00m.
W 2012 po raz pierwszy wykryto emisję promieniowania rentgenowskiego przez pozostałość po supernowej.  Analiza promieniowania wskazuje, że w wyniku eksplozji gwiazdy powstał pulsar. Jest to jeden z najmłodszych znanych pulsarów, innym nieco młodszym pulsarem może być pozostałość po wybuchu SN 1979C, ale w tym przypadku nie rozstrzygnięto jeszcze czy jest to pulsar, czy czarna dziura.